# I Fantastici Cinque: La valle dei dinosauri
I Fantastici Cinque: La valle dei dinosauri è un film tedesco  del 2018 diretto da Mike Marzuk.
Questa è il quinto film della serie cinematografica. Come i precedenti, è basato sui personaggio della serie di libri per ragazzi di Enid Blyton, ma non segue nessuna delle trame dei libri da lei pubblicati.

## Trama
Durante le vacanze estive, I Fantastici Cinque incontrano Marty Bach, il cui padre  ha fatto un importante scoperta . Il codice che rivela  le coordinate  della leggendaria Valle dei Dinosauri  viene però rubato.